# Miagrammopes correai
Miagrammopes correai es una especie de araña araneomorfa del género Miagrammopes, familia Uloboridae. Fue descrita científicamente por Piza en 1944.
Habita en Brasil.